# Колиньи, Гаспар I де
Гаспар I де Колиньи (фр. Gaspard I de Coligny; ум. 24 августа 1522, Дакс), сеньор де Колиньи и Шатийон — французский военачальник, маршал Франции.

## Биография
Второй сын Жана III, сеньора де Колиньи, и Элеонор де Курсель.
Сеньор де Колиньи, Андело, Шатийон-сюр-Луан, Данмори-ан-Пюизе, Сен-Морис-сюр-Лаверон, и прочее.
Участвовал в Итальянском походе Карла VIII и отличился в битве при Форново. Вновь отправился в Италию в июле 1501 с герцогом Немурским как лейтенант его ордонансовой роты. Герцог овладел рядом городов в Неаполитанском королевстве. В 1502 году Колиньи участвовал в переговорах с наместником Фердинанда Арагонского в Италии Гонсало де Кордовой о разделе завоеванных земель. После возобновления войны в 1503 году овладел Ночерой и был при взятии Канозы. Герцог Немурский был убит в битве при Чериньоле, а Колиньи оказался в плену. Вернулся в Италию в августе 1507 вместе с Людовиком XII, принудившим к капитуляции восставшую Геную.
Командовал авангардом маршалов Шомона и Тривульцио в битве при Аньяделло 14 мая 1509. В декабре того же года привел пятьдесят тяжеловооруженных всадников на помощь Ферраре, осажденной венецианцами. В начале 1515 года стал капитаном роты из пятидесяти копий и в том же году принял участие в Миланском походе Франциска I. В первом бою при Мариньяно 15 сентября король отправился приводить в порядок расстроенный авангард, поручив Колиньи руководство центром баталии.
Постановлением, данным в Амбуазе 5 декабря 1516, Франциск создал для сеньора де Шатийона пятую, сверхштатную, должность маршала Франции, которую тот должен был занимать в ожидании вакансии, и которая затем подлежала упразднению (чего так и не произошло).
Пожалованный в 1517 году в рыцари ордена Святого Михаила, Колиньи занял место маршала Тривульцио, умершего 5 декабря 1518. Соответствующее положение было издано 6 декабря, и в этом документе сеньор де Шатийон был указан как королевский советник, камергер и рыцарь ордена короля.
Один из полномочных министров при заключении союзного договора с королем Англии в 1519 году, Шатийон принял во владение город Турне, который англичане согласились передать французскому королю, и ввел туда две сотни тяжеловооруженных всадников.
Участвовал во встрече двух королей в Лагере золотой парчи между Ардром и Гином в 1520 году и был избран одним из судей устроенного там турнира.
В 1521 году вместе с герцогом Алансонским командовал авангардом войск короля Франциска в кампании на пикардийской границе, которую грабила армия императора Карла V. В ходе первой войны Франциска с Карлом служил в Шампани и Пикардии, и в качестве возмещения за те владения, что находились на подвластной императору территории, король предоставил Колиньи в пользование Оранское княжество и другие земли, принадлежавшие сторонникам Карла.
Назначенный в 1522 году генеральным наместником Гиени, должен был вести армию на помощь Фуэнтеррабии, но по дороге заболел и умер в Даксе. Останки были перевезены в Шатийон-сюр-Луан и погребены в замковой часовне.

## Семья
Жена (6.12.1514): Луиза де Монморанси (ум. 12.06.1541), придворная дама королев Анны Бретонской и Элеоноры Австрийской, дочь Гийома де Монморанси и Анны По, вдова Ферри де Майи, барона де Конти
Дети:
- Пьер де Колиньи (4.11.1515, Шатийон — ок. 1534), сеньор де Шатийон. Воспитывался при дворе Франциска I
- Оде де Колиньи (10.07.1517—21.03.1571), известный как кардинал де Шатийон, епископ Бове, архиепископ Тулузский
- граф Гаспар II де Колиньи (16.02.1519—24.08.1572), адмирал Франции
- Франсуа де Колиньи (18.04.1521—7.05.1569), сеньор д'Андело, генерал-полковник французской пехоты. Жена 1) (1548): Клод де Рьё, графиня де Лаваль и де Монфор, дочь Клода I, сира де Рьё, графа д'Аркура и д'Омаля, и Катрин, графини де Лаваль и де Монфор; 2) (1564): Анна фон Зальм, дочь Иоганна фон Зальма, маршала Барруа, и Луизы де Стенвиль